# Порт

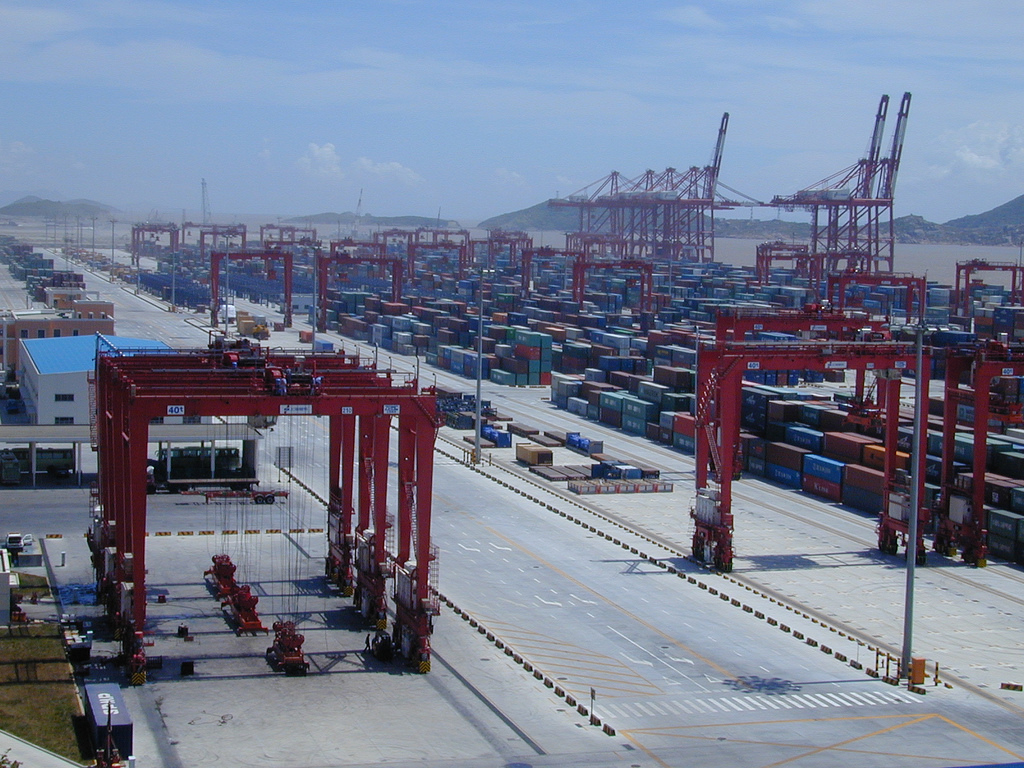
Морской порт Шанхая

Порт (от лат. portūs — «гавань, место посадки, пристань», ср. porta — «врата́, ворота; вход, выход, проход») — место, расположенное вблизи берега моря, озера, водохранилища, судоходного канала, реки, устроенное для стоянки кораблей и судов.
Согласно докладу, подготовленному рабочей группой по портам для комиссии европейских сообществ морской порт определяется, как «участок суши и часть водной площади, обустроенные и оборудованные таким образом, чтобы они могли использоваться для приёма, погрузки и разгрузки судов и хранения грузов, получения этих грузов от операторов внутреннего водного транспорта и передачи им таких грузов и может включать также деятельность предприятий, связанных с морскими перевозками».
В некоторых странах (в том числе в Российской Федерации) определение понятия «морской и речной порт» прописано в действующем законодательстве.

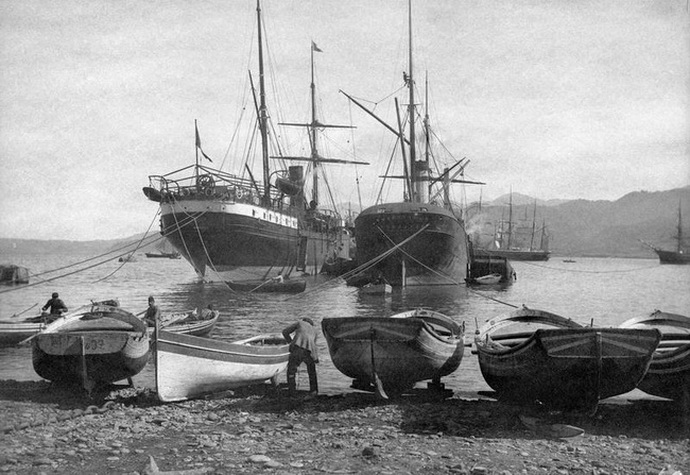
Порт в Баку, 1890

## Морские и речные порты
Порты делятся на морские и речные. Морские порты обслуживают перевозки морскими судами. Речные порты обслуживают перевозки исключительно речным флотом. При этом морские порты могут располагаться не только на морском побережье, но и в устьях рек, и даже на довольно большом расстоянии вверх по течению. Так например морской порт Росарио на Паране в Аргентине находится в 300-х километрах от побережья, а морской порт Игарка находится на Енисее в 685-и километрах от устья.

## Территория современного морского порта
Территория порта включает в себя:
- Внешний рейд с выделенными местами для безопасной якорной стоянки для судов ожидающих очереди на вход в порт. Также могут отдельно выделяться места для якорной стоянки для судов, перевозящих опасные грузы и для судов на карантине
- Внутренний рейд (существует не у всех портов) с выделенными местами для якорной стоянки для судов, ожидающих очереди у причала
- Конструкции, защищающие внутренний рейд от воздействия волн (молы, волноломы)
- Шлюзы с внутренними бассейнами (в портах с высоким перепадом уровня моря при приливах и отливах)
- Причальные линии с причалами, грузовыми устройствами (кранами, рампами), терминалами и пассажирскими вокзалами
- Площади и помещения для складирования грузов и перегрузки их в автомобильный или железнодорожный транспорт
- Инфраструктуру портовых автомобильных и железных дорог
- Комплекс административных и производственных зданий
- Судоремонтную зону с мастерскими и доками (плавучими или сухими)

Вся водная поверхность на территории порта называется «акваторией».

## Структура современного морского порта
Структура современного порта включает в себя следующие подразделения:

### Технические службы
- Лоцманская служба осуществляет проводку судов от лоцманской станции (места посадки лоцмана на судно) и до причала. Несмотря на статус лоцмана как только советчика капитана (присутствие на судне лоцмана не устраняет ответственность капитана судна за управление судном)[7], в большинстве портов мира лоцманская проводка обязательна
- Служба управления движением на акватории порта руководит всеми перемещениями всех судов по акватории с помощью радиотехнических средств
- Портовый флот буксирами осуществляет помощь судам при прохождении по акватории и швартовке к причалам

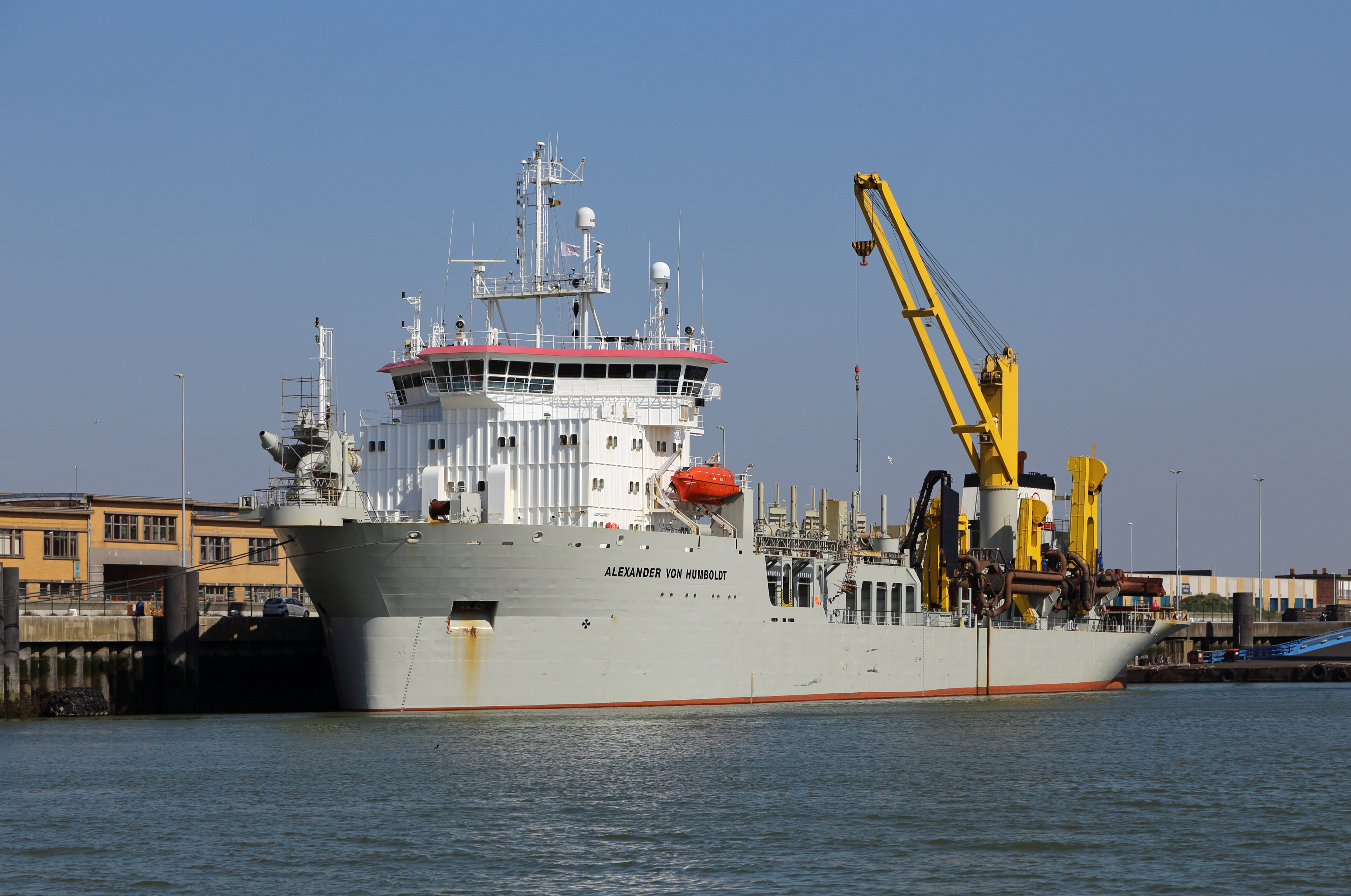
Дноуглубительное судно в порту Оостенде

- Гидрографическая служба осуществляет установку и обслуживание навигационного оборудования (маяков, сигнальных огней, латеральных и кардинальных знаков, а также периодический промер глубин и дноуглубительные работы на акватории порта
- Аварийно-спасательная служба осуществляет аварийно-спасательные работы на территории порта. Включает в себя пожарные подразделения (как берегового так и водного базирования), водолазное подразделение и медицинское подразделение.

Руководит всеми техническими службами капитан порта.

### Служба безопасности порта
12 декабря 2002 года как реакция на теракт 11 сентября 2001 года в США, на конференции договаривающихся правительств конвенции СОЛАС-74 был принят международный кодекс по охране судов и портовых средств (International Ship and Port Facility Security Code(ISPS Code)) и новая глава XI-2 конвенции СОЛАС-74.
Этот кодекс направлен на предотвращение актов терроризма и диверсий в морских портах и в соответствии с этим кодексом каждый порт был обязан создать соответствующую службу безопасности порта.
Руководит службой безопасности офицер безопасности порта (Port Security Officer(PSO)).

### Сектор грузовых операций
Включает в себя причалы, а также прилегающие к ним территории для погрузки/выгрузки и временного хранения грузов.
Хотя существуют узко специализированные порты (такие как пассажирские, нефтяные, рыбные), в большинстве своём морские порты универсальные, то есть включают в себя секторы для различных видов грузов, называемые терминалами. Наиболее распространёнными терминалами являются:
- Пассажирский терминал включает в себя кроме причалов и пассажирский вокзал. В связи с тем, что пассажирские суда в настоящее время используются преимущественно для круизных линий, пассажирские терминалы должны быть оборудованы удобными подъездными путями и вместительными автостоянками для автобусов, используемых как экскурсионные во время стоянки судна в порту. Это также применимо  для паромных линий, где пассажиры как правило путешествуют вместе со своими автомобилями
- Нефтяной терминал оборудуется береговыми хранилищами для временного хранения нефтепродуктов и разветвлённой системой трубопроводов для транспортировки грузов
- Ро-ро терминал обслуживает ролкеры. Должен иметь прилегающие большие площади для аккумулирования груза (современные ролкеры могут брать на борт до 7000—8000 легковых автомобилей[8])[9])
- Контейнерный терминал оборудуется специальными козловыми кранами и площадками для временного хранения, сортировки и технического обслуживания контейнеров.

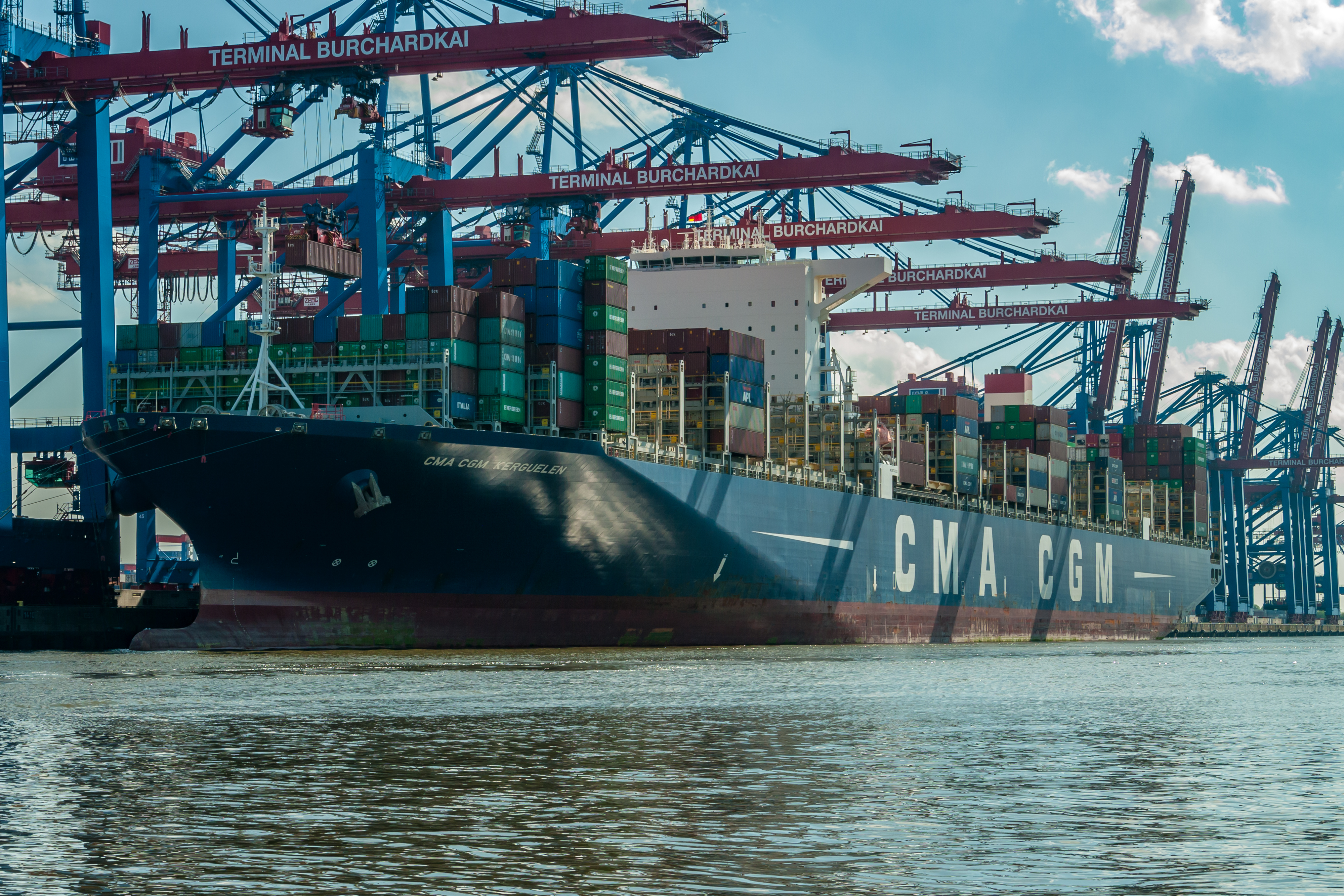
Контейнерный терминал в Гамбурге

- Рефрижераторный терминал для погрузки и выгрузки рефрижераторных судов оборудуется складами-холодильниками для хранения груза при определённых температурных условиях
- Терминал для сыпучих грузов
- Терминал для генеральных грузов

Все терминалы имеют подъездные автомобильные и железнодорожные пути для перегрузки груза в авто и железнодорожный транспорт. Железнодорожные пути могут также проходить вдоль линии причалов обеспечивая прямую перегрузку судно (вагон, или вагон-судно) без промежуточного этапа складирования груза в складах и на площадках.

### Вспомогательные службы
В порту также могут быть различные вспомогательные структуры, как относящиеся непосредственно к порту, так и представляющие независимые компании, базирующиеся на портовой территории, такие как судостроительные и судоремонтные мастерские с доками, поставщики топлива и пресной воды, сборщики мусора и грязных нефтяных остатков, компании осуществляющие небольшое техническое обслуживание судов прямо у причала (подводный осмотр и очистку корпуса, полировку винтов и другие работы).
Также при всех портах в зависимости от их размеров существуют одно или несколько морских агентств, не входящих однако в структуру порта.

### Государственный портовый контроль
Во всех странах мира имеющих порты существует Государственный портовый контроль (Port State Control (PSC)) служба государства порта захода, инспектирующая суда под иностранными флагами. Инспекторов этой службы называют «офицерами портового контроля». Такие инспекторы проверяют иностранные суда на соответствие требованиям главных морских конвенций таких как SOLAS, MARPOL, STCW и MLC, а также общее состояние судна. В случае несоответствия судна вышеуказанным конвенциям судну даётся время до отхода для устранения недостатков, после чего повторная инспекция проверяет, как недостатки устранены. В случае более грубых нарушений судно может быть задержано в порту.
Россия является одной из стран, подписавших Парижский меморандум о взаимопонимании по контролю судов государством порта Архивная копия от 7 июля 2020 на Wayback Machine, подготовленный в связи с аварией супертанкера «Амоко Кадис» под флагом Либерии у берегов Бретани, и участвует в работе комитета этого меморандума.

Государственный портовый контроль является эффективным инструментом, обеспечивающим выполнение судами национальных и международных требований, норм и стандартов в области безопасности мореплавания, охраны человеческой жизни на море и предотвращения загрязнения окружающей среды, а также является инструментом выявления судов, не отвечающих предъявляемым требованиям, так называемых «субстандартных» судов, компаний, флагов и классификационных обществ. В соответствии с Кодексом торгового мореплавания Российской Федерации государственный портовый контроль осуществляются капитаном морского порта в целях проверки наличия судовых документов, соответствия основных характеристик судов судовым документам и выполнения требований, касающихся безопасности мореплавания и защиты морской среды от загрязнения с судов, в том числе документов, удостоверяющих наличие предусмотренного международными договорами Российской Федерации, законодательством Российской Федерации страхования или иного финансового обеспечения гражданской ответственности за ущерб от загрязнения либо другой причиненный судном ущерб. Процедуры инспектирования иностранных судов базируются на требованиях, представленных в Резолюции ИМО А.1052(27) «Процедуры контроля судов государством порта».— Государственной портовый контроль. // Министерство транспорта Российской Федерации. Федеральное агентство морского и речного транспорта (Росморречфлот)

## Прочие порты

### Военно-морские базы
Порты для военных кораблей называют «военно-морскими базами».

### Сухой порт
Грузовой терминал расположенный вдали от побережья и связанный автомобильным (или железнодорожным) сообщением с морским портом. Обеспечивает перевалку морских грузов на внутренних направлениях, а также на границах государств или регионов.

### Сухопутный порт
Сухопутный порт согласно документу ООН от 2006 года означает объект, в котором происходит сосредоточение и распределение товаров, функции которого аналогичны морскому порту.

## Информация о порте
Для безопасного захода в какой-либо порт капитану судна необходима как можно более подробная информация об особенностях и правилах данного порта, а именно:
- Рабочие УКВ частоты, используемые в данном порту
- Места якорных стоянок и их особенности (глубина, характер грунта, преобладающие ветра, наличие течения
- Расположение и световая характеристика маяков, буёв, бакенов и створных знаков, курсы на створах
- Глубины на акватории, наличие и расположение отмелей, банок, подводных препятствий, наличие течения, его сила и направление
- Количество буксиров и их мощность
- Любая другая полезная дополнительная информация

Источниками такой информации являются:
- Навигационные карты портов и подходов к ним
- Лоции
- Издаваемые картографическими организациями справочники, например, 6-й том ALRS гидрографической службы Великобритании, а также Руководство по портам и терминалам (Ports and Terminals Guide)